# Alinda (Karien)
Koordinaten: 37° 33′ 30″ N, 27° 49′ 25″ O

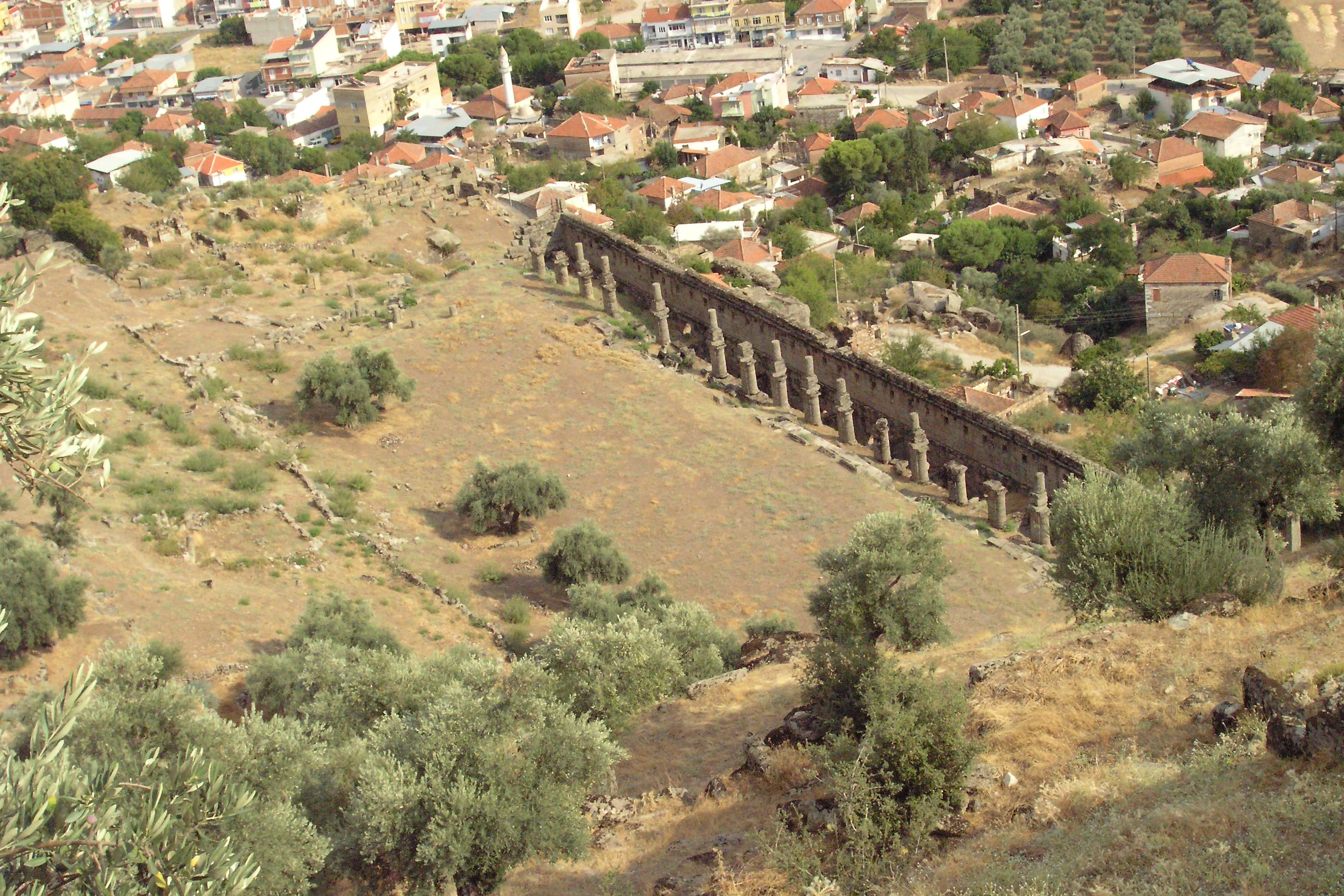
Agora von Alinda

Alinda war eine antike Stadt im kleinasiatischen Karien, etwa 25 km südwestlich von Çine in der Provinz Aydın, Türkei.

## Beschreibung
Alinda liegt auf zwei Höhenrücken oberhalb der heutigen Kreisstadt Karpuzlu. In der Unterstadt ist das Markanteste ein ehemals dreistöckiges Bauwerk, von dessen unteren beiden Stockwerken die Außenmauer noch vollständig erhalten ist. Es ist 90 Meter lang und wird als Lager- und Ladenzeile der 30 Meter breiten Agora interpretiert. Die abgeteilten Kellerräume sind von der Talseite ebenerdig begehbar, das Erdgeschoss von der Agora aus. Auflager in der Außenwand und mehrere Pfeiler belegen das frühere Obergeschoss. Die Struktur des Gebäudes erinnert somit auch an große Karawansereien mit Lagerkeller, ebenerdiger Stallung und Wohnräumen im Obergeschoss.
Weiter oben am Hang liegt das gut erhaltene Theater. Es ist nach Südwesten ausgerichtet. Die Stützmauer des Zuschauerraumes (Cavea) und die Analemmata sind in hellenistischem Quadermauerwerk ausgeführt.
Auf dem obersten Plateau der Unterstadt finden sich die Fundamente eines kleinen Antentempels.
Im Norden der Oberstadt zieht sich eine Nekropole weitläufig über den flachen Bergsattel. Zahlreiche karische Sarkophage stehen in der Landschaft; viele Grablegen sind auch direkt in den anstehenden Fels geschlagen.
Die Oberstadt zeigt im Westen eine massiv befestigte Oberburg und die am Hang gegen Osten anschließende Unterburg. Am Südhang ist beiden eine Bastion vorgelagert, die mit der Unterburg durch eine Toranlage verbunden ist. Der Mauerring der Oberburg wird, wie die Befestigung der Unterstadt, in die spätklassische Zeit datiert. Um- und Einbauten stammen aus byzantinischer Zeit.
Im Westen der Oberstadt steht ein etwa 45 Meter langes Teilstück eines Aquäduktes. Vier Bögen sind vollständig erhalten, daneben ein Abschnitt Mauer mit einem Tor. Der obenauf verlaufende Wasserkanal ist noch von einigen Steinen gedeckt.

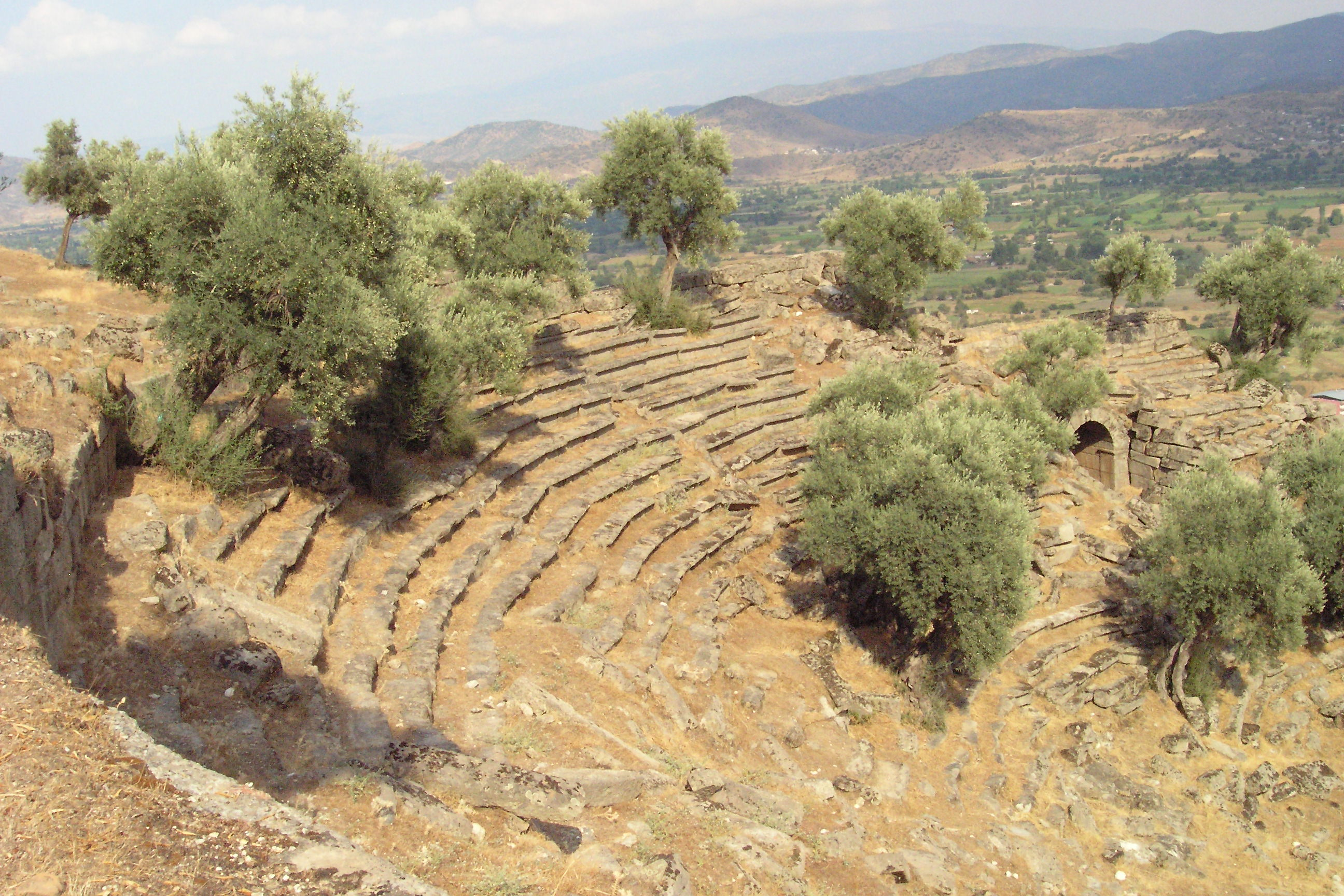
Theater
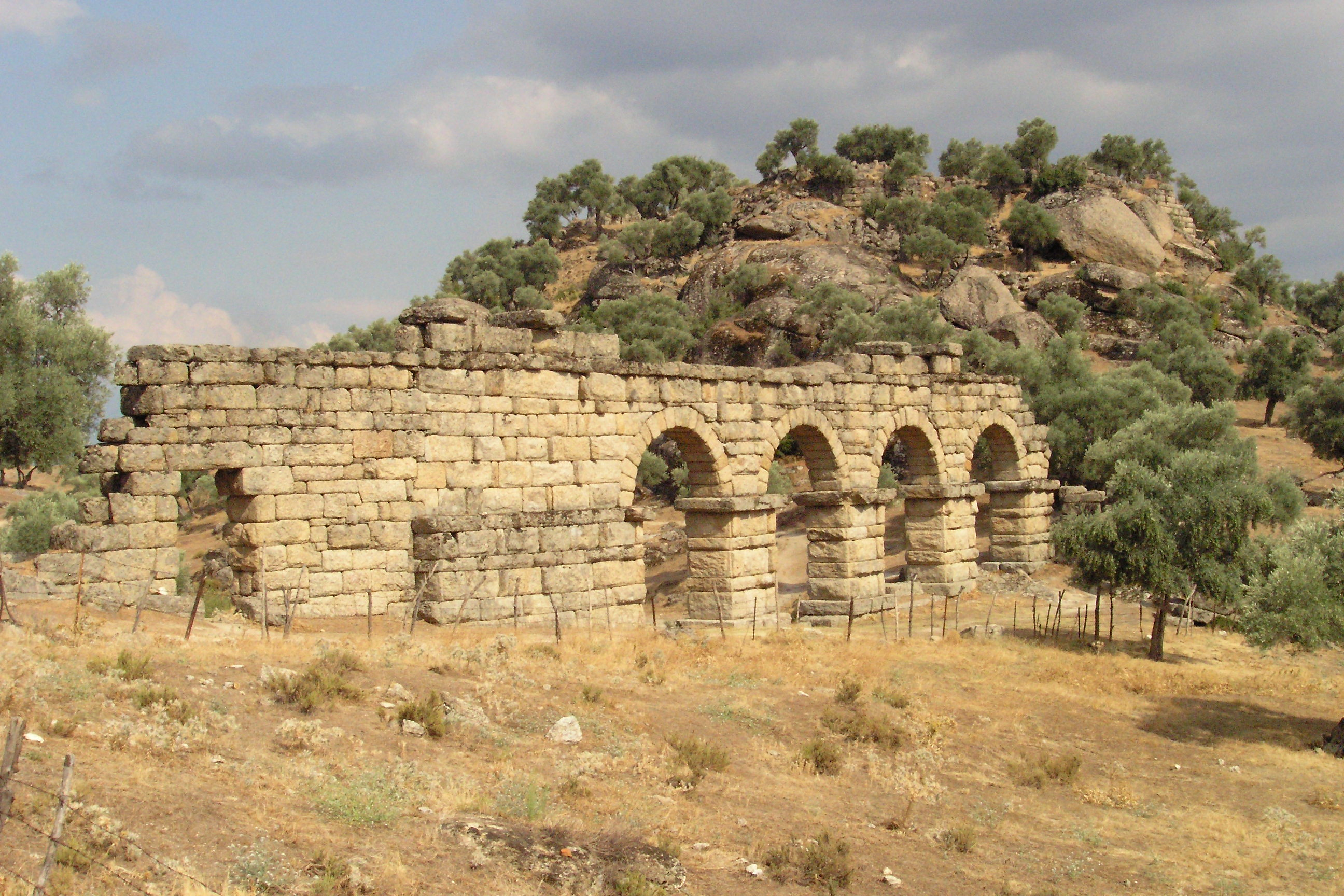
Aquädukt
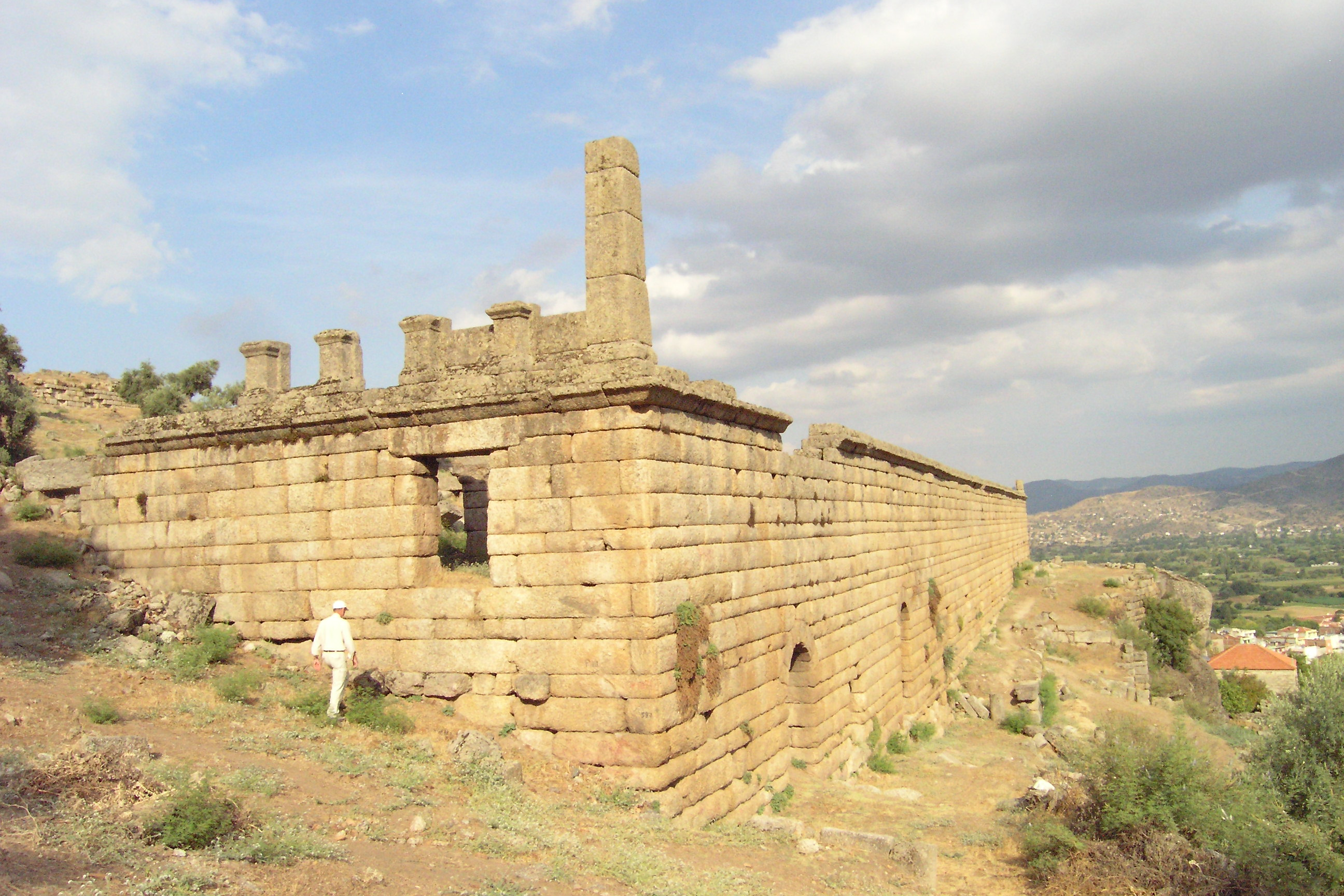
Markthalle
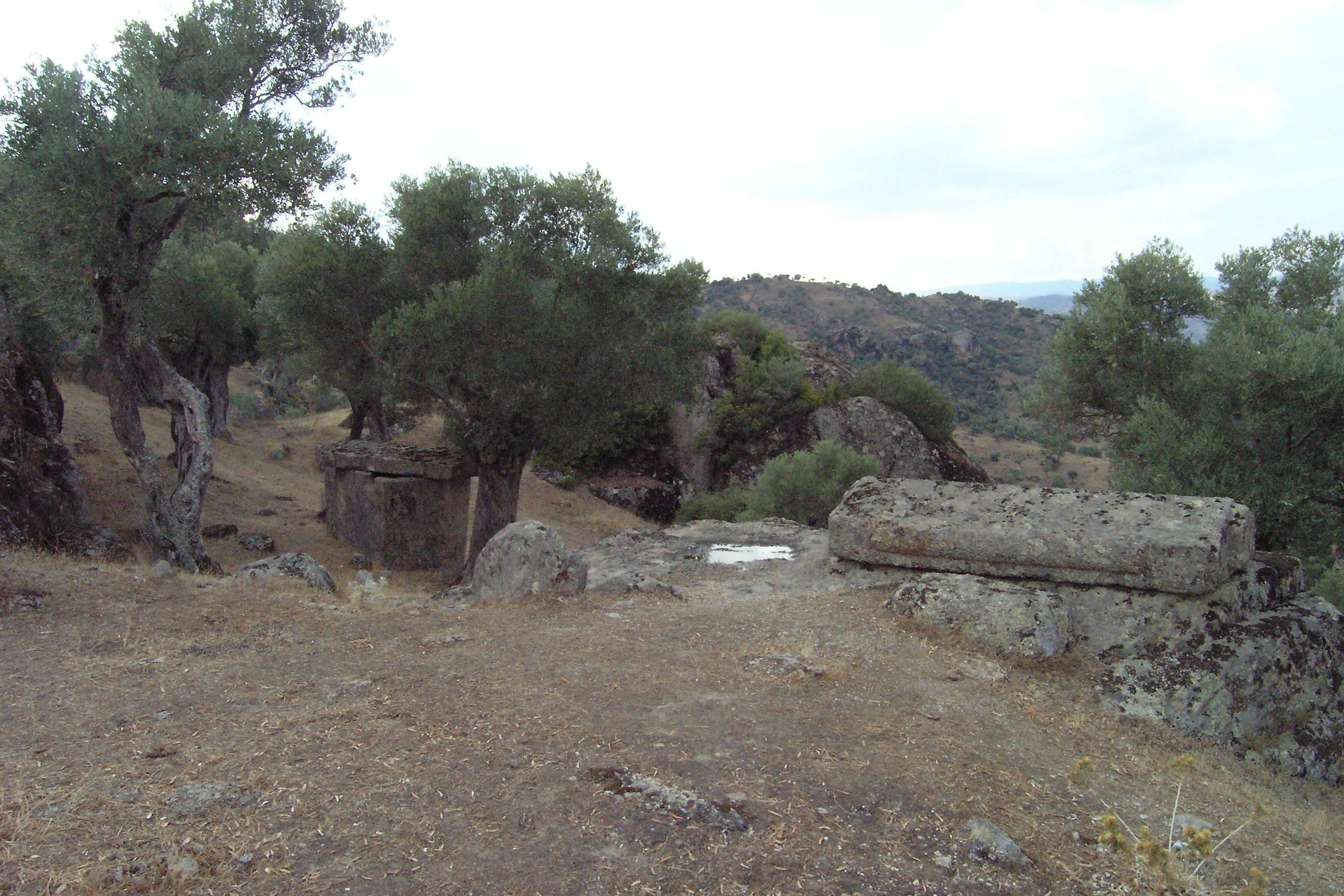
Nekropole

## Geschichte
Ein großer Teil der antiken Ruinen stammt aus dem 4. Jahrhundert v. Chr., besonders aus der Regierungszeit des Mausolos und der Ada. Die Schwester und Nachfolgerin des Mausolos residierte ab 340 v. Chr. in Alinda, nachdem sie von ihrem jüngeren Bruder Pixodaros aus Halikarnassos vertrieben worden war. Als Alexander der Große auf seinem Feldzug 334 v. Chr. nach Karien kam, übergab sie ihm Alinda und bot ihm die Adoption an. Damit trat er die Rechtsnachfolge der karischen Herrscher an und setzte Ada nach der Eroberung von Halikarnassos als Königin von Karien ein.
Alinda war auch in der byzantinischen Zeit noch bewohnt und Bischofssitz, der als Titularbistum Alinda der römisch-katholischen Kirche weiterlebt.
Eine aufgrund der Namensähnlichkeit und der Lage vermutete Identität mit dem aus hethitischen Quellen des 14. und 13. Jahrhunderts v. Chr. bekannten, im südlichen Westkleinasien zu lokalisierenden, Ijalanda, dessen Oberstadt auf einem schwer zugänglichen Felsen lag, ist ungewiss.

## Forschungsgeschichte
In der Neuzeit berichtete als Erster der Brite Richard Pococke über Alinda von seiner Reise in den Nahen Osten während der Jahre 1737–42. Im 19. Jahrhundert folgten William Henry Waddington, Philippe Le Bas und andere mit Reisebeschreibungen und Zeichnungen. Mitte des 20. Jahrhunderts wurden einzelne Fragen zur Siedlungsentwicklung und Bauhistorie sowie schwerpunktmäßig die Nekropole untersucht. Ausgrabungen haben bis dato in Alinda nicht stattgefunden. Von 2007 bis 2011 lief ein Survey-Projekt des Instituts für Kulturgeschichte der Antike der Österreichischen Akademie der Wissenschaften in der antiken Siedlung von Alinda.